# تررنس راس
تررنس راس (انگلیسی: Terrence Ross؛ زادهٔ ۵ فوریهٔ ۱۹۹۱) بازیکن بسکتبال اهل ایالات متحده آمریکا است. از باشگاه‌هایی که در آن بازی کرده‌است می‌توان به تورنتو رپترز اشاره کرد.